# América Futebol Clube (Recife)
Pour les articles homonymes, voir América Futebol Clube.
Maillots
L'América Futebol Clube, également connu sous le nom d'América de Pernambuco ou América do Recife, et plus couramment abrégé en América ou América-PE, est un club brésilien de football fondé en 1914 et basé dans la ville de Recife, dans l'État du Pernambouc.
Le club joue ses matchs à domicile au stade Ademir-Cunha, et joue actuellement dans le championnat du Pernambouc.
Il est la section football du club omnisports du même nom.

## Histoire
Le club est fondé le 12 avril 1914 à Casa Amarela (quartier nord de Recife) sous le nom de João de Barros Futebol Clube.
À la suite d'une visite dans la ville du footballeur de l'America-RJ Belfort Duarte, il change de nom le 22 août 1915 pour sa dénomination actuelle.
Il connait ses heures de gloires dans le Campeonato Pernambucano dès ses premières années, en remportant les championnats de 1918, 1919, 1921, 1922, 1927 et de 1944.
En 1923, le club remporte le Troféu Nordeste, un tournoi réunissant huit équipes de quatre états du nord-ouest.
Le titre de 1927 fait du club le premier de tout le pays à remporter cinq titres de championnat d'état.
En 1972, il évolue dans le Championnat du Brésil D2 (Série B), puis à nouveau durant deux saisons dans les années 1980, avant d'être relégué en Championnat du Brésil D3 (Série C) en 1989.
En 2017, le club connaît une certaine renaissance en remontant en championnat du Brésil D4 (Série D), après avoir végété dans les bas-fonds du football pernambucano durant plus d'une décennie.

### Rivalité
L'América entretient une rivalité avec l'autre équipe principale de la ville, à savoir le Sport Club do Recife. Le match entre les deux équipes est appelé le « Clásico de Campeones ».
Il entretient également des rivalités avec les autres équipes de Recife, à savoir le Clube Náutico Capibaribe (le match entre les deux équipes est appelé le « Clásico de la Técnica y la Disciplina ») et le Santa Cruz Futebol Clube (le match entre les deux équipes est appelé le « Clásico de Amizade »).

## Stades
À ses débuts à partir de 1918, le club joue ses matchs à domicile au Campo da Jaqueira, surnommé l'América Parque et doté de 2 000 places.
À partir de 1982, il emménage dans le stade Ademir-Cunha, surnommé le Cunhão et pouvant accueillir 7 000 spectateurs.

## Palmarès
| Compétitions nationales |
| --- |
| - Championnat du Pernambouc (6) : - Champion : 1918, 1919, 1921, 1922, 1927 et 1944. - Vice-champion : 1923, 1924, 1930, 1941, 1945, 1947, 1948, 1950 et 1952. - Troféu Nordeste (1) : - Vainqueur : 1923. |

## Personnalités du club

### Présidents du club
- Augusto Moreira
- João Antônio Moreira

### Entraîneurs du club
- Roberto de Jesús
- Emilio Cugnier

### Anciens joueurs du club
| - Carlinhos Bala - Danilo - Dequinha | - Vavá - Zé Tasso |

## Identité du club
Le club est connu à Recife pour être traditionnellement soutenu par les classes aristocratiques de la ville et les descendants de Portugais.
Géographiquement, le club est soutenu dans les quartiers de Casa Amarela, Casa Forte, Apipucos et de Caxangá.

## Galerie

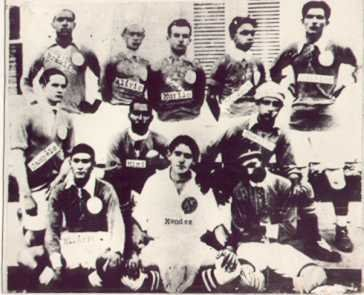
Équipe en 1923 lors de sa victoire du Troféu Nordeste
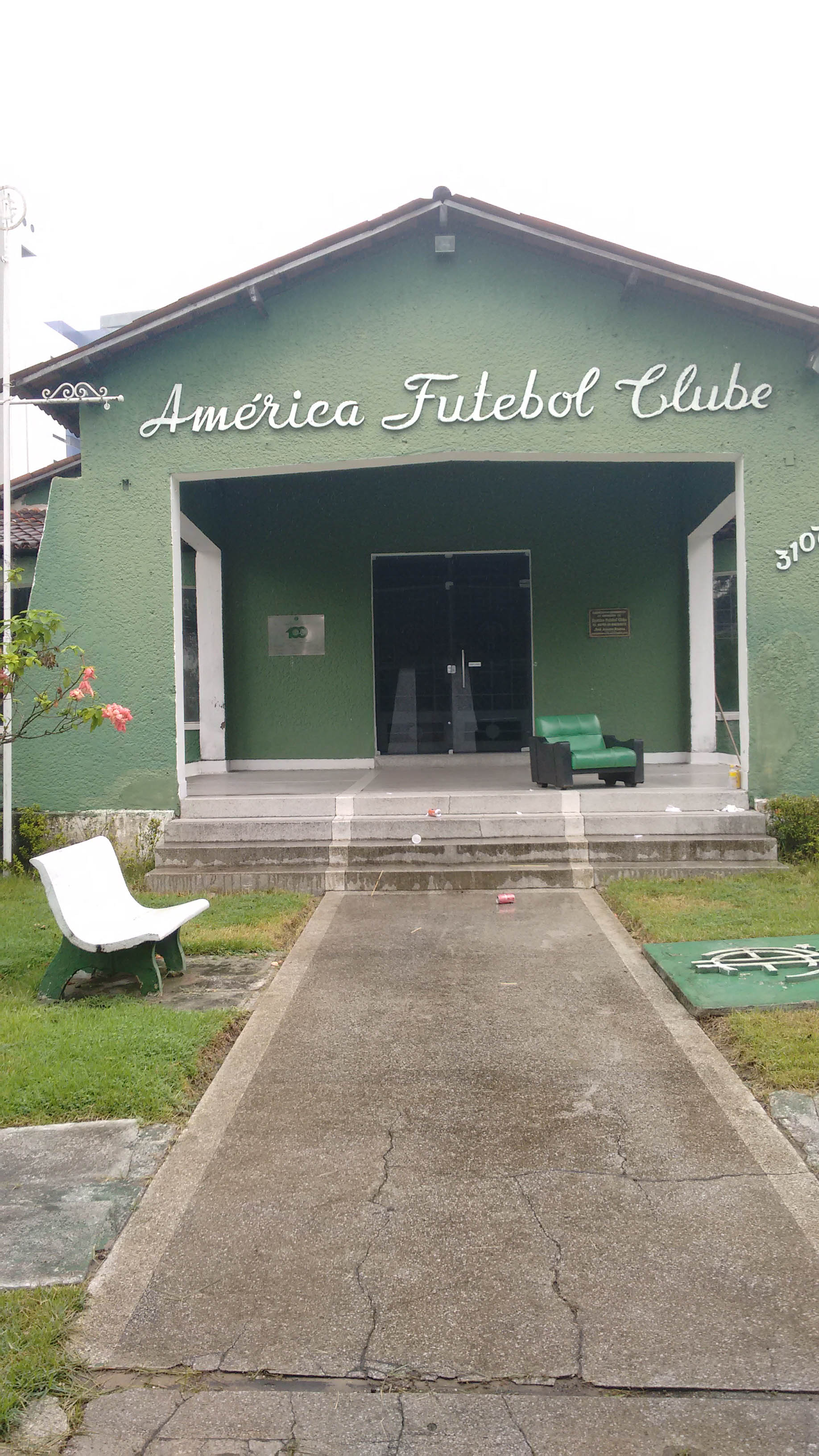
Siège de l'América Futebol Clube